# Gli occhi, la bocca
Gli occhi, la bocca è un film del 1982 diretto da Marco Bellocchio.

## Trama
Un attore di cinema, quarantenne e in crisi, ritorna in famiglia per un evento luttuoso: la morte per suicidio del fratello gemello Pippo. Nel corso dei tentativi, messi in atto dall'intera famiglia, di far credere alla madre che si è trattato solo di un incidente, egli conosce la fidanzata del fratello e la convince a partecipare ai riti funebri. Ne diviene l'amante, creando nuovi motivi di scandalo in una tradizionale famiglia borghese già messa a dura prova.

## Produzione
Il film è stato girato a Bologna e a Faenza (RA) nell'inverno del 1982.